# Svalbard és Jan Mayen

Svalbard és Jan Mayen helyzete a földgömbön

Svalbard és Jan Mayen az ISO 3166 szabvány szerinti norvég statisztikai egység. Bár az ISO egyesíti a két területet egy egységben, közigazgatásilag nem kapcsolódnak egymáshoz. Az ISO 3166-1 szabványban Svalbard és Jan Mayen SJ alfa-2 kóddal, SJM alfa-3 kóddal és 744 numerikus kóddal rendelkezik. Ez többek között azt jelenti, hogy az .sj legfelső szintű tartomány létezik Svalbard és Jan Mayen számára, és az ISO 3166-2 szabványú kódjuk SJ. Az ENSZ Statisztikai Osztálya (UNSD) szintén használja ezt a kódot, de Svalbard és Jan Mayen szigeteknek nevezi őket. Az orosz GOST 7.67 szabvány az СВБ (SZVB) cirill kódot használja.
Svalbard (magyarul: Spitzbergák) a norvég fennhatóság alatt álló jeges-tengeri szigetcsoport, amely a Svalbardi egyezmény értelmében különleges státuszt élvez. Jan Mayen egy távoli sziget az Atlanti-óceánban, amelynek nincs állandó lakossága és amelyet egy norvég megyei kormányzó irányít. Svalbard és Jan Mayen közös vonása az, hogy ezek Norvégia egyetlen integrált részei, amelyek egyetlen megyéhez sem tartoznak. Az ENSZ külön ISO-kódot javasolt a Svalbard számára, de a norvég hatóságok kezdeményezték Jan Mayennek a kódba történő felvételét.

## Részei

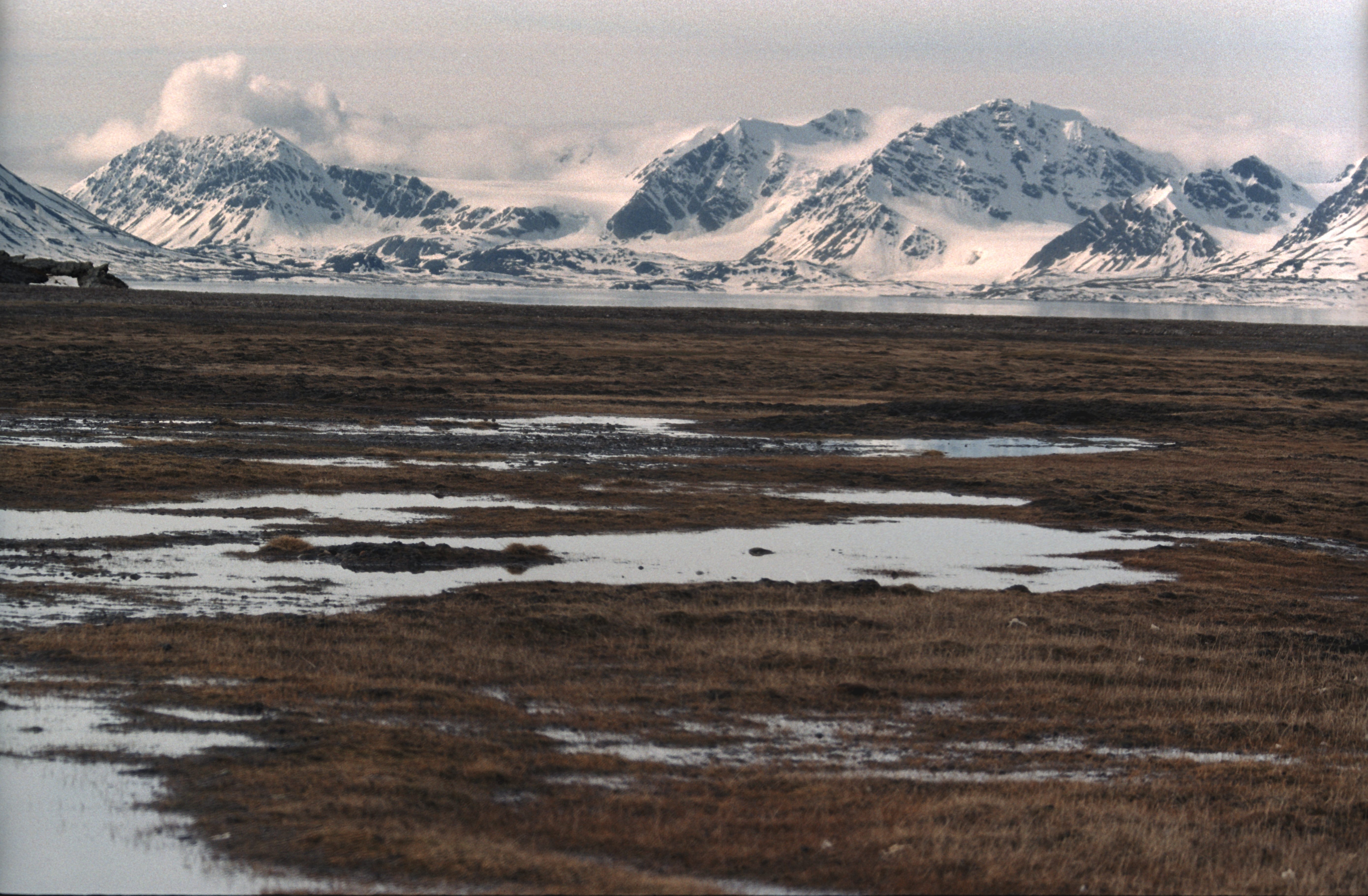
A természet nagyrészt sarkvidéki tundrából áll, mint itt Bellsundban

### Svalbard
A Spitzbergák szigetcsoport az északi Jeges-tengerben, Norvégia szárazföldje és az Északi-sark között félúton helyezkedik el. A szigetcsoport a 74°-81° északi szélességi és a 10°-35° keleti hosszúsági fokok között található. Svalbard területe 61 022 km², és 2009-ben 2572 lakosa volt. Négy legnagyobb szigete: Nyugati-föld (39 000 km²), Északkeleti-föld (14 600 km²), Edge-sziget (Edgeøya) (5000 km²) és Barents-sziget (Barentsøya) (1288 km²).
A közigazgatási központ Longyearbyen. További települések a Barentsburg orosz bányászfalu, a Ny-Ålesund kutatóközpont és a Sveagruva bányásztelepülés.
Az 1920. évi Svalbardi-egyezmény elismeri a norvég fennhatóságot Svalbard felett, és az 1925. évi Svalbard-törvény azt Norvégia egységes részévé tette. A szigetcsoportot Svalbard kormányzója igazgatja, amely az norvég Igazságügyi Minisztérium és a Rendőrség alá tartozik. Norvégia többi részétől (beleértve Jan Mayent is) eltérően, Svalbard vámszabad terület, demilitarizált zóna, és nem tartozik sem a schengeni térséghez, sem az Európai Gazdasági Térséghez.

### Jan Mayen
A vulkanikus sziget az Atlanti óceánban, a Norvég-tenger és a Grönlandi-tenger határán fekszik. A 377 km2-es szigetet a 2277 méter magas Beerenberg vulkán uralja. A sziget egyedüli lakossága a kombinált katonai és meteorológiai állomás személyzete, amely LORAN-C rádió-navigációs adót működtet Olonkinbyen településen. A norvég Meteorológiai Intézet  1922-ben csatolta a szigetet Norvégiához. 1930. február 27-én a sziget Norvégia egységes részévé vált. 1994 óta Jan Mayen igazgatását a Nordland megye kormányzója látja el, néhány hatáskört az állomás parancsnokára ruházva.

## Alkalmazása

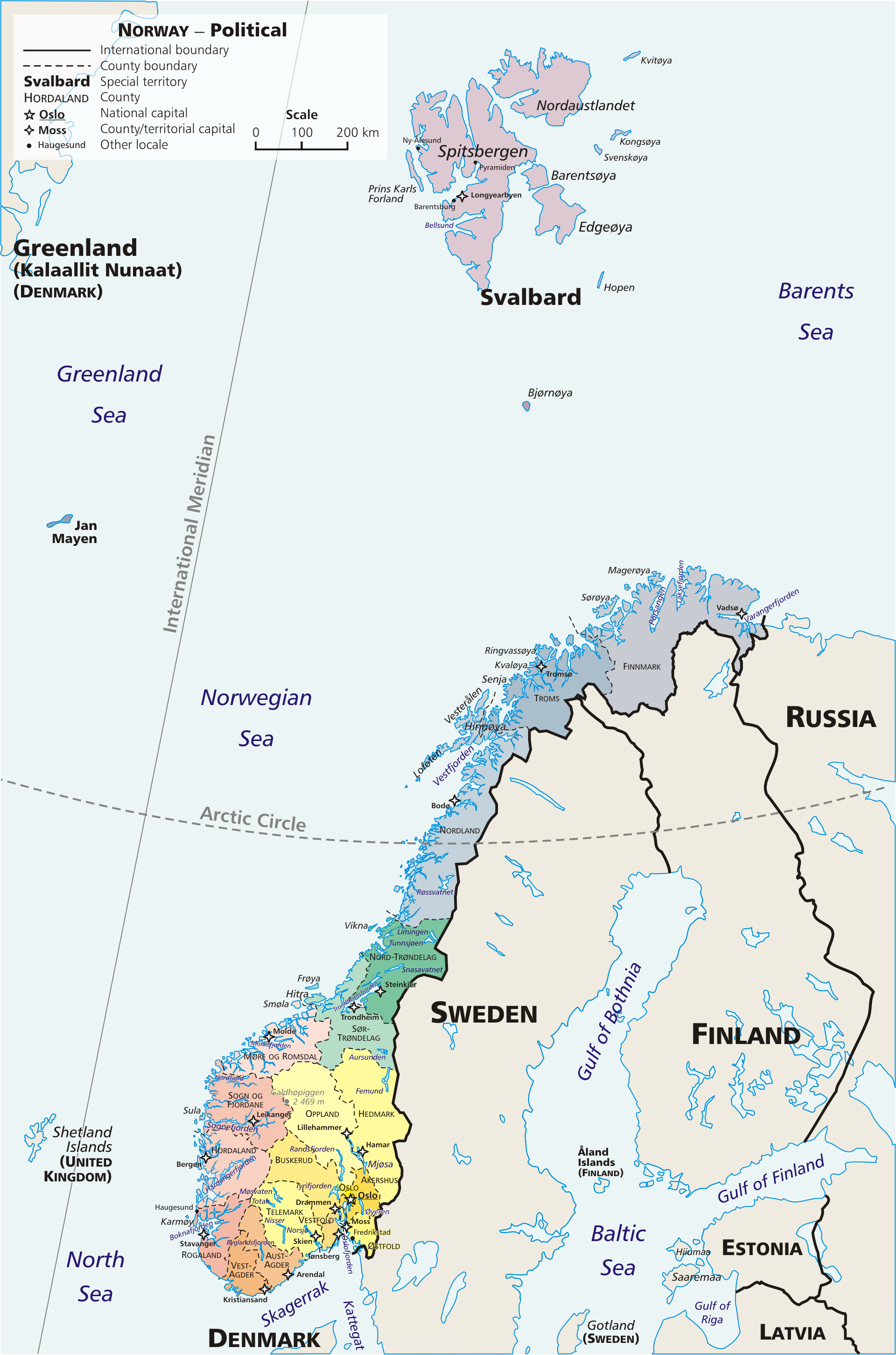
Svalbard és Jan Mayen helyzete Norvégiához

Az ISO megjelölés megegyezik az Egyesült Nemzetek Statisztikai Osztályának ezzel egyenértékű kategóriájával és ezeknek az osztályozási rendszereknek a használói bizonyos esetekben külön-külön tehetnek jelentést a Svalbard és Jan Mayen-szigetekről, ahelyett, hogy ezeket az információkat Norvégia kategóriába sorolnák. Sem Svalbardnak, sem Jan Mayennek nincs saját zászlója vagy címere, vagyis Norvégia zászlóját használják külön-külön és közösen is. 
Az ISO-kódnak csak Svalbardra történő módosítására tett kísérlet korábban kudarcot vallott, a norvég külügyminisztérium ellenzésére. A népesség és a kereskedelem statisztikai adatok felhasználása szempontjából azonban a Svalbard és Jan Mayen lényegében csak Svalbardot jelenti.

### ISO 3166-2
Az ISO 3166-2:SJ Svalbard és Jan Mayen bejegyzése az ISO 3166-2-ben, egy rendszer a szubnacionális adminisztratív részlegek kiosztására. Ugyanakkor a Svalbard és Jan Mayen további felosztása Norvégia bejegyzésén (ISO 3166-2:NO) belül történik:
- NO-21 Svalbard
- NO-22 Jan Mayen

A hierarchikus adminisztratív felosztás kódjai Svalbard esetében SJ.SV, Jan Mayen számára pedig SJ.JM.

### Legfelső szintű tartomány
A Svalbard és Jan Mayen az ISO 3166-1 alfa-2 kód szerint csoportosultak és megkapták az internet országkód .sj legfelső szintű tartományát . A Norid, ami a norvég .no TLD-t is irányította, 1997-től az .sj és a Bouvet Island .bv tartományokért is felelős lett. Az irányelvek nem engedélyezik ezen tartományok regisztrálását, mivel Svalbardhoz kapcsolódó intézmények használhatják a .no tartományt. A norvég hatóságok nem akarják a tartományt kommercializálni, így az .sj-t harmadik félnek nem adják el.

## Fordítás
- Ez a szócikk részben vagy egészben  a   Svalbard and Jan Mayen című angol Wikipédia-szócikk fordításán alapul.  Az eredeti cikk szerkesztőit annak laptörténete sorolja fel. Ez a jelzés csupán a megfogalmazás eredetét és a szerzői jogokat jelzi, nem szolgál a cikkben szereplő információk forrásmegjelöléseként.
- Ez a szócikk részben vagy egészben  a   Svalbard og Jan Mayen című norvég Wikipédia-szócikk fordításán alapul.  Az eredeti cikk szerkesztőit annak laptörténete sorolja fel. Ez a jelzés csupán a megfogalmazás eredetét és a szerzői jogokat jelzi, nem szolgál a cikkben szereplő információk forrásmegjelöléseként.